# 섬 잉 펑
섬 잉 펑(Sum Ying Fung, 1899년 1월 27일 ~ 2011년 12월 6일)은 중화인민공화국에서 출생한 캐나다의 여성 장수자로 112세까지 생존한 장수인이다.

## 같이 보기
- 슈퍼센티네리언